# Росул Василь Васильович
Василь Васильович Росул (21 вересня 1951, с.Клячаново, Мукачівський район, Закарпатська область) — український педагог. Директор Мукачівського педагогічного училища з 1999 року, з 2003 року — ректор Мукачівського гуманітарно-педагогічного інституту; проректор Закарпатського державного університету.

## Біографія
Народився 21 вересня 1951 року в селі Клячаново Мукачівського району Закарпатської області.
У 1973 році закінчив Київський державний університет імені Т. Г. Шевченка (спеціальність — фізико-географ, викладач географії). З 1972 року працював вчителем географії Київської середньої школи № 106, згодом — вчителем, заступником директора і директором шкіл № 5, № 20, № 7 та школи-інтернату міста Мукачеве, заступником голови Мукачівського міськвиконкому.
У 1990–1999 роках — заступник голови облдержадміністрації (облвиконкому) Закарпатської області, начальник управління освіти і науки Закарпатської обласної державної адміністрації.
У 1997 році захистив дисертацію кандидата педагогічних наук «Тенденції розвитку школи та педагогічної думки Закарпаття (XIX-ХХ століття)». Того ж року вийшла друком монографія «Школа та освіта Закарпаття» Василя Гомонная, написана у співавторстві з Василем Росулом та Михайлом Талапканичем.
З 1999 року працював директором Мукачівського педагогічного училища та, після реорганізації, директором Мукачівського гуманітарно-педагогічного коледжу. Після реорганізації коледжу, з травня 2003 року продовжив працювати ректором Мукачівського гуманітарно-педагогічного інституту, першого педагогічного вишу Закарпаття.
У 2008 році Мукачівський гуманітарно-педагогічний інститут за результатами діяльності отримав Міжнародну нагороду «Європейська якість» у галузі освіти, а його очільника Василя Росула було запрошено до Клубу ректорів Європи.
Після об'єднання Мукачівського гуманітарно-педагогічного інституту з Мукачівським технологічним інститутом та утворення у 2008 році Мукавського державного університету, став проректором Закарпатського державного університету з науково-педагогічної роботи та гуманітарної освіти, професором, завідувачем кафедри суспільних дисциплін та української мови вишу.
Обирався депутатом Закарпатської обласної й Мукачівської міської ради народних депутатів.
Василь Росул — автор монографій, наукових праць, статей, навчальних підручників і посібників для учнів шкіл та студентів вищих навчальних закладів.

### Сім'я
Дружина — Наталія Олексіївна. Син Мирослав — кандидат медичних наук, один із провідних хірургів Закарпатської області; дочка Олеся — кандидат філологічних наук, доцент філологічного факультету УжНУ.

## Праці
- Школа та освіта Закарпаття [Текст] / В. В. Гомоннай [та ін] ; Закарпатський ін-т методики навчання і виховання, підвищення кваліфікації педагогічних кадрів. — Ужгород: [б.в.], 1997. — 248 с. — ISBN 966-7186-07-5
- Тенденції розвитку школи та педагогічної думки Закарпаття (XIX–XX ст.) [Текст]: дисертація канд. пед. наук: 13.00.01 / Росул Василь Васильович ; Київський ун-т ім. Т.Шевченка. — К., 1997. — 194 л.[3]

## Відзнаки
За високопрофесійну та плідну роботу в освітній сфері Закарпатської області 1997 року Василю Росулу було присвоєно звання «Заслужений працівник народної освіти України».
Удостоєний ордена «За заслуги» III ступеня.